# Daïra de Berrouaghia
La daïra de Berrouaghia est une circonscription administrative algérienne située dans la wilaya de Médéa et la région du Titteri. Son chef-lieu est situé sur la commune éponyme de Berrouaghia.
La daïra regroupe les trois communes de Berrouaghia, Rebaia et Ouled Deide.